# Agoua
Agoua è un arrondissement del Benin situato nella città di Bantè (dipartimento delle Colline) con 7.326 abitanti (dato 2006).